# Unknown Road (альбом)
Unknown Road — второй студийный альбом группы Pennywise, изданный 17 августа 1993 года на Epitaph Records. После того как фронтмен группы, Джим Линдберг, ненадолго покинул группу на время гастролей в поддержку предыдущего альбома Pennywise (1991), коллектив начал записывать второй альбом. Выпущенный за год до успеха панк-рока в Калифорнии, Unknown Road получил поддержку в национальном и мировом туре наряду с такими группами как The Offspring (которые стали очень популярны после недавнего выпуска своего альбома Smash). Некоторые архивные кадры с тура в поддержку Unknown Road можно увидеть в документальном фильме группы Home Movies.
Как и дебютный альбом, Unknown Road не попал в чарты Billboard. Этот альбом стал последним, который не попал в чарты.

## Предыстория и запись
В 1989 году Pennywise выпустили два виниловых мини-альбома: A World from the Wise и Wildcard (которые были переизданы на CD в 1992 году). Благодаря успеху записей лейбл Epitaph Records (лейбл принадлежит гитаристу группы Bad Religion Бретту Гуревичу) увидел потенциал группы и связался с ней в 1990 году. По прошествии года Pennywise начали запись первого альбома на новом лейбле, который был назван Pennywise. Альбом быстро распространялся в панк-сообществе и заработал группе всенародное признание.
Лирика песен имела позитивный психологический настрой, что поспособствовало распространению идей Поколения X. Спустя небольшое время спустя Линдберг покинул группу. К группе присоединился Рэнди Бредбери на роль бас-гитариста и Тёрск взял на себя обязанности вокалиста. В 1992 году главный вокалист группы The Vandals на короткий срок взял на себя обязанности вокалиста в Pennywise. Бредбери покинул группу и Тёрск вернулся к бас-гитаре (позже Бредбери снова станет участником группы, после смерти Тёрска в 1996 году). Во время тура в 1991—1992 годах Pennywise начали запись нового альбома, который был назван Unknown Road. После возвращения Линдберга в 1992 году, группа начала запись альбома на лейбле Westbeach Recorders в Голливуде, Калифорния под продюсерством Джо Пеццерилло.
Пол Хендерсон из Allmusic дал альбому 4 из 5 звезд и отметил, что Unknown Road — вдохновленная работа объединенных и перезаряженных Pennywise, первый твердый релиз в их карьере.

## Список композиций
| №                   | Название            | Длительность |
| ------------------- | ------------------- | ------------ |
| 1.                  | «Unknown Road»      | 2:46         |
| 2.                  | «Homesick»          | 2:17         |
| 3.                  | «Time to Burn»      | 2:19         |
| 4.                  | «It's Up to Me»     | 3:16         |
| 5.                  | «You Can Demand»    | 2:17         |
| 6.                  | «Nothing»           | 2:33         |
| 7.                  | «Vices»             | 2:03         |
| 8.                  | «City is Burning»   | 2:12         |
| 9.                  | «Dying to Know»     | 3:04         |
| 10.                 | «Tester»            | 3:14         |
| 11.                 | «Try to Conform»    | 2:40         |
| 12.                 | «Give and Get»      | 2:01         |
| 13.                 | «Clear Your Head»   | 2:51         |
| 14.                 | «Slowdown»          | 2:52         |
| Общая длительность: | Общая длительность: | 36:38        |

Трек «Slowdown» находится после «Clear Your Head» (трек 13) на оригинальном альбоме. Является самостоятельным треком в переиздании 2005 года.

## Участники
- Джим Линдберг — вокал;
- Флетчер Дрегги — гитара;
- Рэнди Бредбери — бас-гитара;
- Джейсон Тёрск — бас-гитара (4 и 10 треки);
- Байрон МакМакин — барабаны;
- Фред Хайдалго — арт-директор.